# Ильяс (пик)
Ильяс — пик в Алтайских горах, находится в Кош-Агачском районе Республики Алтай РФ.
Принадлежит системе Южно-Чуйского хребта, вершина покрыта ледником, с которого стекают реки — Караоюк на север и множество ручьёв на южных склонах. Высота — 3746,8 м над уровнем моря.